# Ципулин, Владимир Иванович
Владимир Иванович Ципулин (1882—1937) — русский инженер-автомобилист, советский промышленный деятель.

## Биография
Родился в 1882 году в Калуге, внук крупного промышленника и калужского городского головы Ивана Козьмича Ципулина.
В 1901 году окончил Калужское реальное училище и поступил в Императорское Московское техническое училище (ныне  Московский государственный технический университет имени Н. Э. Баумана). Во время учёбы участвовал в работе научного кружка под руководством профессора-теплотехника В. И. Гриневецкого и учёного-автомобилестроителя Н. Р. Брилинга, изучая автомобили. В 1906 году Ципулин собрал с использованием деталей старой модели «Де Дион-Бутон» (De Dion-Bouton) свой первый автомобиль. Окончив ИМТУ в 1910 году, одним из первых в России получив звание инженера-автомобилиста.
Побывав после окончания вуза на ряде зарубежных заводов, закупал оборудование для завода братьев Никоновых. По возвращении в Россию, в 1914 году Владимир Ципулин проектировал и строил этот завод. С началом Первой мировой войны служил прапорщиком в сапёрном батальоне. В 1916 году был откомандирован в распоряжение Главного Военно-инженерного управления и работал техническим руководителем Военными авторемонтными мастерскими в Одессе, а в 1917 году — Государственным авторемонтным заводом в Родниках Ивановской губернии. После Октябрьской революции принимал участие в создании отечественного автомобилестроения, работая в Центральной автосекции ВСНХ, Автоотделе Главного военно-инженерного управления и Совете военной промышленности.
В 1919 году В. И. Ципулин был направлен на московский военный автозавод «Спартак» (бывшая экипажная и автомобильная фабрика П. П. Ильина). С марта 1920 года — технический руководитель завода АМО (ныне Завод имени Лихачёва), с января 1921 года стал его управляющим. Также проявил себя конструктором, технологом, одаренным организатором и вдобавок — искусным водителем. Когда утром 7 ноября 1924 года на Красной площади Москвы в колонне демонстрантов появились десять ярко-красных автомобилей, на кузове головной машины белела надпись: «1-й АМО 1-й» — вёл этот автомобиль Владимир Ципулин.
Затем Ципулин работал на Нижегородском автомобильном заводе, где занимал руководящие должности и конструировал гоночный автомобиль. В 1929 году он был назначен начальником технического бюро Автостроя по проектированию и строительству автозавода в Нижнем Новгороде. В конце этого же года командирован на полтора года в США для изучения автомобильного производства. По возвращении, в 1931 году, был назначен начальником технического отдела автозавода. С января 1933 года работал в Научном автотракторном институте (НАТИ, ныне НАМИ) в качестве представителя Нижегородского автозавода — проводил научно-исследовательские работы по созданию образцов новых автомобилей и курировал создание трёхосных и полугусеничных автомобилей. В этом же году стал заместителем начальника технического отдела Главного автотракторного управления.
В середине 1930-х годов Владимир Иванович Ципулин разработал двухместный спортивный автомобиль ГАЗ-ЦАКС: мощность мотора этой машины составляла 60 лошадиных сил при 3100 оборотах в минуту, она могла разгоняться до 135 км/ч.
6 ноября 1937 года В. И. Ципулин был арестован по обвинению в участии в контрреволюционной диверсионно-террористической организации. По приговору суда расстрелян 15 декабря 1937 года, тело было захоронено на полигоне НКВД в подмосковной Коммунарке.
Был посмертно реабилитирован в 1956 году.